# Alianța pentru Unitatea Românilor
Alianța pentru Unitatea Românilor (AUR) a fost o alianță politică de centru-dreapta din România, formată pentru a participa la alegerile parlamentare din 1990.

## Istorie
AUR s-a format ca o alianță între Partidul Republican (PR) și Partidul Unității Națiunii Române (PUNR). A obținut 2,1% din voturi la Camera Deputaților la alegerile generale din 1990, câștigând 9 locuri. A obținut de asemenea 2,2% din voturi la Senat, obținând 2 locuri. Toate locurile au fost luate de PUNR.
Cele două părți au concurat separat la alegerile generale din 1992; PUNR-ul l-a nominalizat pe Gheorghe Funar drept candidat la președinție, în timp ce PR-ul l-a propus pe Ioan Mânzatu. Funar a terminat pe locul al treilea, cu 10,8% din voturi, în timp ce Mânzatu a ocupat ultimul dintre cei șase candidați, cu 3%. PUNR-ul a câștigat 14 locuri la Senat și 30 de locuri în Camera Deputaților, în timp ce PR-ul nu a reușit să câștige locuri în nici o cameră.

## Istorie electorală

### Alegerile parlamentare
| Alegeri | Camera Deputaților | Camera Deputaților | Camera Deputaților | Senat   | Senat | Senat   | Poziție | Statut                                               |
| Alegeri | Voturi             | %                  | Locuri             | Voturi  | %     | Locuri  | Poziție | Statut                                               |
| ------- | ------------------ | ------------------ | ------------------ | ------- | ----- | ------- | ------- | ---------------------------------------------------- |
| 1990    | 290.875            | 2,12               | 9 / 395            | 300.473 | 2,15  | 2 / 119 | a VI-a  | Sprijin pentru guvernul FSN (1990–1991)              |
| 1990    | 290.875            | 2,12               | 9 / 395            | 300.473 | 2,15  | 2 / 119 | a VI-a  | Sprijin pentru guvernul FSN–PNL–MER–PDAR (1991–1992) |